# Mormântul magistratului Constantin Crupenschi
Mormântul magistratului Constantin Crupenschi este un monument istoric aflat pe teritoriul municipiului Iași.